# París-Roubaix 1926
La 27.ª París-Roubaix tuvo lugar el 4 de abril de 1926 y fue ganada por el belga Julien Delbecque. 

## Clasificación final
|    | Ciclista                | Equipo         | Tiempo |
| -- | ----------------------- | -------------- | ------ |
| 1  | Julien Delbecque        | Armor          |        |
| 2  | Gustave van Slembrouck  | JB Louvet      |        |
| 3  | Gaston Rebry            | Peugeot        |        |
| 4  | Lode Eelen              | Peugeot        |        |
| 5  | Kastor Notter           | Olympique      |        |
| 6  | Henri Pélissier         | Dilecta-Wolber |        |
| 7  | Félix Sellier           | Alcyon-Dunlop  |        |
| 8  | Marcel Colleu           | JB Louvet      |        |
| 9  | Camille Van De Casteele | JB Louvet      |        |
| 10 | Adelin Benoit           | Thomann        |        |